# Индиански народни приказки
„Индиански народни приказки“ (на английски: Native American Tales and Legends) е книга със събрани приказки от антрополога, историка и почетен професор на Кралския колеж в Кеймбридж Алън А. Макфарлън. Подзаглавие на книгата: Легенди и предания за морето и горските пътеки, за магьосници и вълшебници, за битки и състезания, бойни пътеки и войни, заклинания, потлачи, пуебли, палатки типи и дълги къщи, за крестове, тотеми и тотемни стълбове, понита и гребла, за мистерия, медицина.

## Огньовете на приказките
Всички народни приказки и легенди са на множеството индиански народи, населяващи земите между бреговете на трите океана: Северния ледовит океан, Атлантическия и Тихия океан. Много от тези приказки са създадени от изкусни разказвачи, по събрани от тях легенди и митове. Те са научени, почувствани, проверени и предназначени за всички поколения. Разказвачите от различните племена ги предавали в много варианти, но винаги носели атмосферата на примамливия вкус на приключенията, тръпката от преследването при лова, смразяващите кръвта вълшебства и магии.

## Легендите днес
Старите живи индианци намират героите от легендите като за всесилни и способни да окажат благотворно влияние същества, стига да бъдат помолени за това. Някои стари жени от племето на чернокраките призовават „Жената дух“ да им помогне да вдянат дългите пръти в „ушите“ на платнищата за индианските „типита“ – една твърде дълга и мъчна процедура по време на тъмните и ветровити нощи, когато се налага издигането на такива къщи.
Днес мнозина стари индианци от някои племена очакват завръщането на Глускап, донякъде имащ прилика с Дядо Мраз. Той ще дойде, така вярват очакващите го хора, с голямото си каменно кану, придружен от децата на светлината. Магьосниците и вълшебниците, като злият Манабожо, на които много младежи индианци в Америка сега се подиграват, все още се възприемат сериозно от други техни почитатели. Магията на съня, според старите хора, може да се появи в часовете на сън и все още се счита като мощен фактор в живота.
Някои момчета от племето стоуни ходят с глави, наклонени леко встрани, като почитатели и имитирали начина, по който „Кривошията“, свръхчовек и герой на племето стоуни, ходел според преданието. Той е герой и на много приказки от чудната земя на истинските приказки. Разказът за този герой и вълшебният му лос напомнят за Пол Баниън и неговия син вол от американските народни приказки. Разказвачът, подобно на други герои от индианския фолклор често нарочно издокарвал този непобедим герой в трудни премеждия, които го правели направо да изглежда смешен. Публиката харесвала безкрайно такива разкази.

## Издания
- Macfarlan, Allan A. Native American Tales and Legends.   Dover Publications, 2001. ISBN 978-0486414768. с. 176.
- Макфарлън, Алън А. Индиански народни приказки.   Варна, Георги Бакалов, 1981. с. 205.